# Itarissa splendens
Itarissa splendens är en insektsart som först beskrevs av Brunner von Wattenwyl 1891.  Itarissa splendens ingår i släktet Itarissa och familjen vårtbitare. Inga underarter finns listade i Catalogue of Life.